# Michelle Meldrum
Pour les articles homonymes, voir Meldrum (homonymie).
Michelle Meldrum-Norum (28 septembre 1968-21 mai 2008) était une guitariste américaine de hard rock, membre des groupes Phantom Blue et Meldrum. C'était l'épouse du guitariste norvégien John Norum.

## Carrière
De 1987 à 1996, elle est guitariste du groupe de hard rock féminin Phantom Blue, qu'elle a fondé avec Nicole Couch.
En 2001, elle fonde le groupe Meldrum.
En 2005, Michelle Meldrum est la guest star de Motörhead lors de la tournée européenne marquant le trentième anniversaire de ce groupe.

## Biographie
Michelle Meldrum est née dans une famille de musiciens, à Détroit, dans le Michigan. Elle a 13 ans lorsque la famille Meldrum part s'installer à Los Angeles en Californie. À 14 ans, elle apprend à jouer de la guitare et devient guitariste de rock professionnelle. 
En 1995, elle a épousé John Norum, le guitariste norvégien du groupe Europe. Le couple partant s'installer en Suède, elle quitte alors Phantom Blue. C'est en Suède qu'elle fonde son nouveau groupe, Meldrum, en 2001.
Le 21 mai 2008, Michelle Meldrum meurt dans un hôpital californien. La croissance d'un kyste au cerveau l'avait plongé dans le coma trois jours auparavant.

## Discographie

### Wargod
- 1985 demo
- 1986 demo
- Thrash Metal Attack compilation
- Speed Metal Hell Vol. 2 compilation
- Metal Massacre 8 compilation

### Post Mortem
- Post Mortem (EP)

### Phantom Blue
- Phantom Blue (1989)
- Built to Perform (1993)
- My Misery (4-titres CD-single)
- Prime Cuts & Glazed Donuts (1995)

### Meldrum
- Loaded Mental Cannon (2002)
- Blowin' Up the Machine (2007)
- Lifer (2009)